# MotoGP argentin nagydíj
A MotoGP argentin nagydíjat korábban 10 alkalommal rendezték meg 1961 és 1999 között összesen 10 alkalommal. A széria futamai közé 2014-ben tért vissza.

## Győztesek

### 1961-1999
| Év   | 500cc                            | 350cc                  | 250cc                           | 125cc                   | 50cc                   | Összefoglaló |
| ---- | -------------------------------- | ---------------------- | ------------------------------- | ----------------------- | ---------------------- | ------------ |
| 1961 | Jorge Kissling (Matchless)       | -                      | Tom Phillis (Honda)             | Tom Phillis (Honda)     | -                      | Összefoglaló |
| 1962 | Benedicto Caldarella (Matchless) | -                      | Arthur Wheeler (Moto Guzzi)     | Hugh Anderson (Suzuki)  | Hugh Anderson (Suzuki) | Összefoglaló |
| 1963 | Mike Hailwood (MV Agusta)        | -                      | Tarquinio Provini (Moto Morini) | Jim Redman (Honda)      | Hugh Anderson (Suzuki) | Összefoglaló |
| -    | -                                | -                      | -                               | -                       | -                      |              |
| 1981 | -                                | Anton Mang (Kawasaki)  | Jean-François Baldé (Kawasaki)  | Angel Nieto (Minarelli) | -                      | Összefoglaló |
| 1982 | Kenny Roberts (Yamaha)           | Carlos Lavado (Yamaha) | -                               | Angel Nieto (Garelli)   | -                      | Összefoglaló |
| -    | -                                | -                      | -                               | -                       | -                      |              |
| 1987 | Eddie Lawson (Yamaha)            | -                      | Sito Pons (Honda)               | -                       | -                      | Összefoglaló |
| -    | -                                | -                      | -                               | -                       | -                      |              |
| 1994 | Michael Doohan (Honda)           | -                      | Okada Tadajuki (Honda)          | Jorge Martínez (Yamaha) | -                      | Összefoglaló |
| 1995 | Michael Doohan (Honda)           | -                      | Max Biaggi (Aprilia)            | Emilio Alzamora (Honda) | -                      | Összefoglaló |
| -    | -                                | -                      | -                               | -                       | -                      |              |
| 1998 | Michael Doohan (Honda)           | -                      | Valentino Rossi (Aprilia)       | Manako Tomomi (Honda)   | -                      | Összefoglaló |
| 1999 | Kenny Roberts, Jr. (Suzuki)      | -                      | Olivier Jacque (Yamaha)         | Marco Melandri (Honda)  | -                      | Összefoglaló |

### 2014–
| Év   | MotoGP                             | Moto2                              | Moto3                              | Összefoglaló                       |
| ---- | ---------------------------------- | ---------------------------------- | ---------------------------------- | ---------------------------------- |
| 2014 | Marc Márquez                       | Esteve Rabat                       | Romano Fenati                      | Összefoglaló                       |
| 2015 | Valentino Rossi                    | Johann Zarco                       | Danny Kent                         | Összefoglaló                       |
| 2016 | Marc Márquez                       | Johann Zarco                       | Khairul Idham Pawi                 | Összefoglaló                       |
| 2017 | Maverick Viñales                   | Franco Morbidelli                  | Joan Mir                           | Összefoglaló                       |
| 2018 | Cal Crutchlow                      | Mattia Pasini                      | Marco Bezzecchi                    | Összefoglaló                       |
| 2019 | Marc Márquez                       | Lorenzo Baldassarri                | Jaume Masiá                        | Összefoglaló                       |
| 2020 | A Covid19-pandémia miatt törölték. | A Covid19-pandémia miatt törölték. | A Covid19-pandémia miatt törölték. | A Covid19-pandémia miatt törölték. |
| 2021 | A Covid19-pandémia miatt törölték. | A Covid19-pandémia miatt törölték. | A Covid19-pandémia miatt törölték. | A Covid19-pandémia miatt törölték. |
| 2022 | Aleix Espargaró                    | Celestino Vietti                   | Sergio García                      | Összefoglaló                       |
| 2023 | Marco Bezzecchi                    | Tony Arbolino                      | Szuzuki Tacuki                     | Összefoglaló                       |
| 2025 | Marc Márquez                       | Jake Dixon                         | Ángel Piqueras                     | Összefoglaló                       |